# 阿爾布雷希特一世 (薩克森)
阿爾布雷希特一世（德語：Albrecht I.，約1175年—1260年10月7日），出身自阿斯坎尼家族，薩克森、安格利亞及威斯特伐利亞公爵（1101年—1120年在位），北阿爾伯尼亞勛爵、安哈爾特伯爵及神聖羅馬帝國大元帥及選帝侯。即使他的祖父大熊阿爾布雷希特一世於1138年及1142年間成為薩克森公爵，但這個阿爾布雷希特仍被認為是薩克森公爵阿爾布雷希特一世。 

## 生平
阿爾布雷希特一世是阿斯坎尼家族的一員，他是薩克森公爵伯恩哈德三世與波蘭國王（年老的）梅什科三世的女兒波蘭的朱迪思的小兒子。父親伯恩哈德三世於1212年去世後，根據阿斯坎尼的傳統將領地分割給已故公爵倖存的兒子們：長兄亨利繼承安哈爾特伯國，薩克森公國則由阿爾布雷希特繼承。阿爾布雷希特一世支持神聖羅馬皇帝奧托四世向霍亨斯陶芬家族發動的戰爭。
1218年，阿爾布雷希特的母舅被廢黜的不來梅大主教丹麥的瓦爾德瑪前來薩克森公國避難，之後他加入洛克坎修道院作為僧侶。 
1227年7月22日，阿爾布雷希特一世在博恩霍夫戰役指揮神聖羅馬帝國軍隊的左翼，成為勝利者，他較早有爭議的軍銜是紹芬堡和霍爾斯坦伯爵的領主，但特權卻於1474年在他的繼任者約翰五世 (薩克森-勞恩堡)在位時失去 。博恩霍夫戰役之後，阿爾布雷希特一世在父親伯恩哈德三世於1182年興建的在易北河畔勞恩堡上的城堡擴建並加強防禦工事。
阿爾布雷希特一世與拉茨堡主教魯道夫發生衝突，並適當地監禁魯道夫，魯道夫還遭到毆打，後來被流放。
當阿爾布雷希特一世在萊寧修道院逝世後，兩名兒子年長的約翰一世和年幼的阿爾布雷希特二世一起統治薩克森公國，約翰由他的三個兒子阿爾佈雷希特三世丶埃里希一世和約翰二世繼任，直到1296年9月20日他們分道揚鑣將薩克森公國分裂為薩克森-勞恩堡（Saxe-Lauenburg）和薩克森-威滕伯格（Saxe-Wittenberg），三兄弟共同統治薩克森-勞恩堡公國，而阿爾伯特二世則統治薩克森-維滕堡公國。

## 家庭
1222年，阿爾布雷希特一世與巴奔堡王朝奧地利藩侯利奧波德六世的女兒艾格尼絲 (1206年–1226年8月29日之前)結婚。
- 伯恩哈德 (1238年之後逝世)
- 尤塔（英语：Jutta of Saxony），於1239年11月17日與丹麥國王埃里克四世 (1216年–1250年)結婚；及 (2)與馬格德堡子爵布爾加德八世結婚
- 安·瑪麗 (安娜·瑪麗；1252年1月7日逝世)，與波美拉尼亞公爵巴爾尼姆一世結婚
- 布里奇特 (布里吉特·尤塔) (1266年4月4日逝世), 不倫瑞克及盧嫩堡的奧托的未婚妻，1255年與勃蘭登堡藩侯約翰一世結婚。
- 瑪蒂爾德 (梅希蒂爾德) (1266年7月28日逝世)，約於1241年與肖恩堡和霍爾斯坦·基爾伯爵約翰一世結婚。

1238年，阿爾布雷希特一世與赫爾曼一世的女兒艾格尼絲結婚。
- 艾格尼絲，與西里西亞-弗羅茨瓦夫公爵亨利結婚
- 尤塔，1255年與勃蘭登堡藩侯約翰一世結婚，其後再與馬格德堡子爵布爾加德八世結婚。
- 瑪格麗特 (1265年逝世), 於1264年與詩威林伯爵赫爾默德三世。

1247年，阿爾布雷希特一世與不倫瑞克-呂訥堡公爵奧托一世的女兒不倫瑞克-呂訥堡的海倫娜（1231年–1273年9月6日）結婚。
- 海倫娜（1247年–1309年6月12日），先於1266年與西里西亞-弗羅茨瓦夫公爵亨里克三世結婚，後於1275年與紐倫堡城主腓特烈三世結婚。
- 伊利莎白（1306年2月2日之前逝世），1250年與紹姆堡和霍爾斯坦伯爵約翰一世（英语：John I, Count of Holstein-Kiel）結婚，後於1265年與布雷納伯爵康拉德一世結婚。
- 約翰一世（1248年之後–1285年7月30日），與弟弟阿爾布雷希特二世共治薩克森公國，1282年遜位，於1257年與比爾耶爾伯爵的女兒英格堡（英语：Ingeborg Birgersdotter of Bjelbo）結婚。
- 阿爾布雷希特二世（1250年–1298年8月25日）與兄長約翰一世共治薩克森公國，(直至1282年)，之後與約翰一世的三名兒子共治 (直至1296年)，之後成為分裂後的薩克森-維滕堡公爵。阿爾布雷希特二世於1273年與羅馬人民的國王魯道夫一世的女兒阿格尼絲（約1257年–1322年10月11日於維滕堡逝世）。
- 魯道夫（1269年之後逝世），與巴伐利亞行宮伯爵路易的女兒安娜結婚。